# Kenny van Hummel
Kenny Robert van Hummel (Elden, 30 settembre 1982) è un ex ciclista su strada, pistard e ciclocrossista olandese, professionista dal 2006 al 2014. Era un velocista.

## Carriera

### Gli esordi
Van Hummel prende parte alla sua prima corsa ciclistica a 7 anni. Nel corso degli anni vince varie corse a livello giovanile e nel 1998 entra a far parte della squadra giovanile della Rabobank. Nello stesso periodo comincia a interessarsi anche alle gare di ciclocross, e nel 2000 si classifica quarto nella prova juniores dei campionati del mondo di specialità tenutisi a Sint-Michielsgestel.
Dopo vari cambi di squadra in ambito dilettantistico – gareggia con le formazioni Rabobank GS3 e Eurogifts.com/Van Hemert – nel 2006 viene ingaggiato dalla Skil-Shimano, debuttando da professionista. COn questo team ottiene alcuni buoni piazzamenti in corse minori e nel 2007 vince anche la sua prima corsa da pro, il Ronde van Noord-Holland.

### 2009-2011: le vittorie
Nel 2009 si aggiudica cinque gare: la Ronde van Overijssel, la Dutch Food Valley Classic, la Batavus Pro Race, il Tour de Rijke e una tappa alla Quatre Jours de Dunkerque. In stagione coglie anche il secondo posto in linea ai campionati olandesi su strada, battuto da Koos Moerenhout. In quel 2009 partecipa anche al Tour de France, inaugurando l'edizione in qualità di primo partente nella cronometro iniziale nel Principato di Monaco. Dopo la sesta tappa si ritrova in ultima posizione nella classifica generale, e nelle frazioni di montagna seguenti perde ulteriormente terreno, arrivando ultimo ogni giorno. Pur avendo come obiettivo solo quello di concludere la corsa, nella diciassettesima tappa cade ed è costretto al ritiro.
Nel 2010, sempre in maglia Skil-Shimano, ottiene sei vittorie, in una tappa al Tour de Picardie, una al Giro del Belgio e in quattro frazioni al Tour of Hainan in Cina, e un secondo posto di tappa all'Eneco Tour (gara del calendario mondiale). Nel 2011 porta a otto il bottino stagionale di successi: durante l'anno vince due tappe e la classifica finale del Ronde van Drenthe, una tappa al Presidential Cycling Tour of Turkey, il Memorial Rik Van Steenbergen in volata (battuti André Greipel e Denis Galimzjanov) e ancora tre frazioni al Tour of Hainan. Conclude anche secondo alla Handzame Classic e al Tour de Rijke, e al termine dell'anno è ottavo nella classifica individuale dell'Europe Tour.

### 2012-2014: gli ultimi anni
Nel 2012 lascia la Skil-Shimano e si trasferisce alla Vacansoleil-DCM. Con la nuova maglia si aggiudica una tappa al Tour de Picardie e partecipa per la seconda volta al Tour de France. Durante l'anno si classifica inoltre secondo in volata al Memorial Rik Van Steenbergen e al Grand Prix d'Isbergues, e terzo alla Kuurne-Bruxelles-Kuurne. L'anno dopo, sempre tra le file della Vacanasoleil-DCM, vince una corsa, la prima tappa della Arctic Race of Norway; in stagione è anche secondo alla Handzame Classic (come già nel 2011) e terzo alla Ronde van Zeeland Seaports e alla Dutch Food Valley Classic.
Nel 2014 passa all'Androni Giocattoli-Venezuela, formazione diretta da Gianni Savio. Durante l'anno partecipa a numerose gare extra-europee, cogliendo anche tre successi di tappa al Tour de Langkawi, all'Azerbaijan International Tour e alla Vuelta a Venezuela, e ad alcune semi-classiche europee, senza però piazzamenti a podio. In novembre, a stagione conclusa, annuncia il ritiro dall'attività agonistica dopo nove stagioni da professionista.

## Palmarès

### Strada
- 2003 (Rabobank GS3, due vittorie)

3ª tappa Tweedaagse van de Gaverstreek (Deerlijk > Deerlijk)
Omloop van de Vlaamse Gewesten
- 2004 (Van Hemert-EuroGifts, una vittoria)

ZLM Tour
- 2005 (Eurogifts.com, una vittoria)

Campionati olandesi, Prova in linea Elite senza contratto
- 2007 (Skil-Shimano, una vittoria)

Ronde van Noord-Holland
- 2009 (Skil-Shimano, cinque vittorie)

Ronde van Overijssel
1ª tappa Quatre Jours de Dunkerque (Dunkerque/Place Jean Bart > Dunkerque/Petite-synthe)
Batavus Pro Race
Dutch Food Valley Classic
Tour de Rijke
- 2010 (Skil-Shimano, sei vittorie)

1ª tappa Tour de Picardie (Boué > Doullens)
2ª tappa Giro del Belgio (Eeklo > Knokke-Heist)
4ª tappa Tour of Hainan (Xinglong > Wenchang)
5ª tappa Tour of Hainan (Wenchang > Haikou)
7ª tappa Tour of Hainan (Chengmai > Danzhou)
9ª tappa Tour of Hainan (Dongfang > Sanya)
- 2011 (Skil-Shimano, otto vittorie)

1ª tappa Ronde van Drenthe (Coevorden > Hoogeveen)
2ª tappa Ronde van Drenthe (Hoogeveen)
Classifica generale Ronde van Drenthe
8ª tappa Presidential Cycling Tour of Turkey (Alanya)
Memorial Rik Van Steenbergen
6ª tappa Tour of Hainan (Chengmai > Danzhou)
7ª tappa Tour of Hainan (Danzhou > Dongfang)
9ª tappa Tour of Hainan (Sanya > Sanya)
- 2012 (Vacansoleil, una vittoria)

2ª tappa Tour de Picardie (Tergnier > Villers-Bocage)
- 2013 (Vacansoleil, una vittoria)

1ª tappa Arctic Race of Norway (Bodø > Bodø)
- 2014 (Androni Giocattoli-Venezuela, tre vittorie)

6ª tappa Tour de Langkawi (Malacca > Pontian)
1ª tappa Azerbaijan International Tour (Baku > Sumqayıt)
10ª tappa Vuelta a Venezuela (Caracas > Caracas)

#### Altri successi
- 2004 (Van Hemert-EuroGifts)

Purgstall Rundstreckenrennen
- 2005 (Eurogifts.com)

Philippine
- 2009 (Skil-Shimano, cinque vittorie)

Profronde van Zwolle

### Pista
- 2005

UIV Cup Rotterdam Under-23 (con Niels Pieters)

## Piazzamenti

### Grandi Giri
- Tour de France

2009: ritirato (17ª tappa)
2012: ritirato (15ª tappa)

### Classiche monumento
- Milano-Sanremo

2014: 106º

### Competizioni mondiali
- Campionati del mondo di ciclocross

Sint-Michielsgestel 2000 - Juniores: 4º